# José María López de Letona
Pour les articles homonymes, voir Letona (homonymie).
José María López de Letona (Burgos, 1922 - Madrid, 2018) était un ingénieur, chef d’entreprise, industriel, administrateur de société, banquier et homme politique espagnol.
Diplômé de l’école polytechnique de Madrid, López de Letona mena d’abord carrière dans l’industrie, plus particulièrement dans le secteur du métal. À partir de 1966, il s’engagea dans la haute administration, après qu’il eut été nommé sous-commissaire au Plan pour le secteur industriel. En 1969, il fut désigné par Franco à la tête du ministère de l’Industrie, auquel titre il appliqua une politique tendant à une industrialisation accélérée de l’Espagne, en stimulant en particulier la modernisation de l’industrie automobile, notamment par l’implantation de sociétés étrangères. Pendant la transition démocratique, il exerça comme gouverneur de la Banque d'Espagne (1976-1978), avant de revenir au privé et de siéger dans plusieurs sociétés bancaires ou industrielles. Il fut à l’initiative de l’influent groupe de réflexion Círculo de Empresarios, qui œuvrait (et œuvre encore) pour une politique économique libérale.

## Biographie

### Origines et ascendances familiales
Issu d’une famille de vieille tradition militaire, José María López de Letona était le deuxième enfant de José María López de Letona y Chacón, lieutenant-colonel de cavalerie, et de Julia Núñez del Pino y Arce. Plusieurs de ses ancêtres avaient fait carrière à Cuba, dont en particulier son arrière-grand-oncle, le général Antonio López de Letona y Lamas, qui exerça, parmi d’autres fonctions, celle de gouverneur de l’île. Son grand-père avait épousé Consuelo Chacón y Gandolfo, petite-fille de José María Chacón y Calvo de la Puerta, 4e comte de la maison Bayona, réalisant ainsi une alliance avec l’une des principales familles de l’île. Son oncle Emilio López de Letona y Chacón, général de cavalerie, président de la Fédération hippique royale espagnole, fut le premier Espagnol à remporter une médaille d’or olympique en équitation, avec le cheval Moirán, aux Jeux olympiques de Paris de 1924. López de Letona était d’autre part le cousin de Jaime Milans del Bosch, étant donné que leurs grands-parents étaient les frère et sœur Joaquín et Teresa Núñez del Pino y Quiñones de León, petits-enfants du vice-roi du Río de la Plata Joaquín del Pino. Du côté maternel, José María López de Letona était le cousin d’Alfredo Kindelán Duany, marquis de Kindelán, qui passe pour être le père de l’aviation espagnole et qui avait épousé Dolores Núñez del Pino y Arce, sœur de la mère de López de Letona.

### Formation
Après la coupure de sa scolarité imposée par les deux premières années de la Guerre civile à Madrid, López de Letona passa au collège Lecároz (Navarre) l’année scolaire 1938-1939,, puis prépara son baccalauréat au collège Nuestra Señora del Pilar à Madrid à partir de 1939. Il obtint en 1949 son diplôme d’ingénieur des ponts et chaussées à l’Escuela Técnica Superior de Ingenieros de Caminos, Canales y Puertos (littér. École technique supérieure d’ingénieurs des chaussées, canaux et ports, établissement rattaché aujourd’hui à l’Université polytechnique de Madrid). Il épousa en 1950 María Teresa Olarra Jiménez, avec qui il eut trois enfants,.

### Carrière d’ingénieur dans l’industrie
Son cursus achevé, López de Letona allait pendant 17 ans vouer toute son activité à l’industrie privée. En 1950, il fut engagé par la société de construction ferroviaire Vías y Construcciones (l’actuel Grupo ACS), conjointement avec son cousin et ami intime Rafael del Pino. En 1957, promu entre-temps au rang de directeur général, il quitta l’entreprise pour fonder Dimetal, qui s’appropria les brevets et les produits de la firme britannique Westinghouse Brake & Signal Ltd, et mit sur pied des entreprises dans différents secteurs, dont une produisant le métal employé dans les systèmes de freinage pour transport lourd, une autre de sécurité et signalisation ferroviaires, et une succursale de la Westinghouse Air Brake Company (WABCO). Par la suite, il déploya ses activités d’entrepreneur dans les domaines du métal, de l’immobilier et de la technique cinématographique notamment.
Par les connexions internationales qu’impliquaient de telles activités, López de Letona entra en contact avec des industriels de presque tous les pays d’Europe, d’Amérique du Nord et du Japon, ce qui eut pour effet de le familiariser avec les intérêts et les problèmes liés aux investissements de capital étranger en Espagne.

### Ministre de l’Industrie (1969-1974)
Le 14 janvier 1966, López de Letona fut nommé sous-commissaire au Plan de développement économique et social,, où il eut sous sa tutelle les commissions de l’Énergie, du Fer et de l’Acier, des Métaux non-ferreux, de la Construction, des Produits chimiques, des Fertilisants et du Papier, des Constructions mécaniques, des Biens d’équipement et de l’Artisanat. Il faisait aussi partie du conseil d’administration (CA) de l’Institut national de l'industrie (INI).
En octobre 1969, il fut désigné par Franco ministre de l’Industrie dans son nouveau gouvernement, poste auquel il allait être reconduit par Luis Carrero Blanco, nommé président du gouvernement en juin 1973. La composition de ce nouveau gouvernement de 1969 eut pour effet d’accroître le pouvoir de l’Opus Dei, pourtant malmené dans l’affaire Matesa, vu que Carrero Blanco faisait de López Rodó son second et que celui-ci gardait son portefeuille du Plan, grâce à quoi il put poursuivre sa politique de développement ; de plus, d’importantes charges étaient confiées à quelques-uns de ses proches, dont — outre Vicente Mortes et Alfredo Sánchez Bella — López de Letona.
En tant que ministre de l’Industrie, López de Letona eut le loisir de mener à bien le projet d’industrialisation de l’Espagne qu’il avait auparavant élaboré lui-même dans les bureaux du Commissariat au Plan de développement. En guise de synthèse de sa politique économique, on peut reprendre les déclarations faites par lui au journal La Vanguardia, en juin 1970 :

« L’objectif central de la politique du ministère ne peut être autre que celui de réaliser une expansion forte et soutenue du secteur industriel, en accord avec les prévisions des plans de développement, sur la base d’une efficacité productive plus grande qui permette de le rendre compétitif face au marché intérieur et extérieur. »

Cette pensée se situe donc dans la droite ligne du processus de développement industriel de l’Espagne à partir de la décennie 1960, lequel nécessitait un saut de compétitivité dont le secteur concerné était encore largement dépourvu. Ce projet comprenait en particulier la modernisation de la naissante industrie automobile espagnole (restée centrée sur la fabrication de modèles déjà obsolètes sur ses marchés d’origine), la libéralisation du secteur, et des mesures propres à inciter de grands fabricants étrangers, tels que la Ford Motor Company, à venir s’implanter en Espagne. Au terme d’une négociation complexe avec Henry Ford II, ladite multinationale choisit d’établir à Almusafes (dans la Communauté valencienne) la nouvelle usine de montage de sa première voiture « mondiale », la Ford Fiesta, qui allait s’exporter dans toute l’Europe à partir de l’Espagne. Il s’ensuivit que l’ensemble des fabricants d’automobiles présents en Espagne se mirent en devoir de moderniser leurs structures et s’efforçaient à produire des modèles compétitifs. Avec l’arrivée de la General Motors, l’Espagne devint une puissance dans le secteur et l’un des plus grands pays producteurs d’automobiles au niveau mondial.
López de Letona quitta ses fonctions ministérielles après que Carlos Arias Navarro eut pris la tête du gouvernement le 3 janvier 1974, à la suite de l’assassinat de Carrero Blanco par l’ETA.
Il siégea comme procurateur (député) aux Cortes sous trois législatures, dont deux d’office (nato), au titre de membre du gouvernement, et une sur désignation directe du chef de l’État.

### Retour dans l’économie privée
Après sa démission comme ministre, López de Letona se consacra à nouveau à l’entreprise privée. Sa dernière incursion dans la politique nationale eut lieu peu avant la mort de Franco, lorsque, après avoir brossé avec quelques intimes collaborateurs un portrait-robot de celui qui deviendrait le premier président de gouvernement sous la monarchie post-franquiste, le prince Juan Carlos eut jeté son dévolu sur López de Letona comme personne à nommer à ce poste, en remplacement de Arias Navarro, par une opération baptisée Lolita (jeu de mots sur le patronyme de l’élu du prince). Cependant, l’obstination d’Arias Navarro à se maintenir dans ses fonctions porta Juan Carlos, monté sur le trône entre-temps, à concentrer ses efforts à obtenir la nomination de Torcuato Fernández-Miranda à la présidence des Cortes.
Après sa démission comme ministre, López de Letona fut nommé président de la compagnie pétrolière publique Empresa Nacional de Petróleos (ENPETROL). D’août 1976 à mars 1978, sous le gouvernement d’Adolfo Suárez, il exerça comme gouverneur de la Banque d'Espagne ; sous son mandat, les bases furent jetées pour la fondation de deux organismes d’État — le Fonds de garantie des dépôts, créé en novembre 1977, et la Corporation bancaire, créée en 1978 — appelés à faire face à la crise bancaire de la décennie 1970.
Fin 1976, López de Letona réunit un groupe d’une centaine d’entrepreneurs espagnols de premier plan en vue de créer un forum voué à la défense des principes de la liberté d’entreprendre, le Círculo de Empresarios, dont lui-même ne put devenir le premier président (venant en effet d’être nommé le 26 août 1976 gouverneur de la Banque d’Espagne),,, mais y siégeant depuis lors comme l’un des présidents d’honneur, et porteur du titre de président fondateur de l’institution. À titre de membre d’office de son comité de direction, il œuvra activement à développer le Círculo de Empresarios, qui au bout de quarante ans d’existence fait figure d’un des groupes de réflexion économiques les plus influents en Espagne. En matière de défense des principes de l’économie libérale, on peut mentionner comme assez symptomatiques les dures critiques de López de Letona à l’égard des rajustements budgétaires décidés à l’encontre de ce qui avait été approuvé initialement et sa réprobation devant le constat qu’en 1995 une moitié environ de la population espagnole vivait du secteur public et que de 1960 à 1994, les dépenses publiques étaient passées d’un peu moins de 20 % du PIB à près de 50 % et que les modifications apportées dans ce domaine avaient été préjudiciables aux investissements sans juguler les dépenses courantes.
De 1979 à 1986, López de Letona dirigea l’Asociación de Empresas Constructoras de Ámbito Nacional (littér. Association d’entreprises de construction d’envergure nationale, acronyme Seopan), et poursuivit dans le même temps sa carrière de gestionnaire et de banquier, officiant comme président d’Interholding et de Rank Xerox Española, siégeant au conseil d’administration d’Iberia ainsi qu’au Ford of Europe Advisory Council,, présidant la Banco de Madrid et la Banco Catalán de Desarrollo, et enfin, devenant vice-président et membre délégué du conseil d’administration de la Banco Español de Crédito (Banesto),.
Il présenta sa démission comme haut responsable de Banesto quelques jours avant sa nomination prévue à la présidence du CA de la banque le 27 novembre 1987, en raison de son désaccord avec les exigences de prise de contrôle de l’institution, posées par les deux nouveaux actionnaires de référence (Mario Conde et Juan Abelló), et devant la constatation que sa position n’avait pas le soutien d’une majorité du CA de la banque,.

## Distinctions
- Grand-croix de l’Ordre royal de Charles III (1974) ;
- Grand-croix de l’Ordre d'Isabelle la Catholique (1972) ;
- Grand-croix de l’Ordre du Mérite aéronautique, avec insigne distinctif blanc (1971) ;
- Grand-croix de l’ordre du Mérite civil (1968) ;
- Ordre du Mérite civil de la République française[4]
- Orden de Mayo de la République argentine[4].